# Gene Cole
Gene Cole (eigentlich Gerrard Eugene Cole; * 18. Dezember 1928 in New Lexington, Ohio; † 11. Januar 2018) war ein US-amerikanischer Sprinter, dessen Spezialstrecke die 400-Meter-Distanz war.
1952 wurde er Fünfter bei der US-Meisterschaft und Zweiter bei den nationalen Ausscheidungskämpfen für die Olympischen Spiele in Helsinki.
Dort erreichte er im Einzelwettbewerb das Halbfinale. In der 4-mal-400-Meter-Staffel gehörte er zur US-amerikanischen Mannschaft, die in der Besetzung Ollie Matson, Cole, Charles Moore und Mal Whitfield die Silbermedaille in 3:04,0 min gewann, 0,1 s hinter der jamaikanischen Stafette, die einen Weltrekord aufstellte.